# 石川夏海
石川 夏海（いしかわ なつみ、1996年6月15日 - ）は、日本の女性アイドル・歌手、YouTuberであり、ラストアイドルファミリー「Love Cocchi」元メンバー、アキシブprojectの元メンバーである。千葉県出身。血液型はA型。

## 略歴
2013年1月22日、TwinBox AKIHABARAで行われた「アキシブProject 第一弾オーディション」で合格し、アキシブprojectのメンバーとなる。
2015年、ミスiD2016 ファイナリストに選出。2016年9月には@JAMの「@JAM×ナタリーEXPO2016」メンバーに選抜される。
白泉社「ヤングアニマル」編集部主催のYAグラ姫2017においてグランプリを受賞。2017年のヤングアニマル4号表紙、巻頭グラビア掲載。受賞を祝して2016年11月23日には、TwinBoxAKIHABARAで「石川夏海YAグラ姫応援感謝無料LIVE」が開催された。
2017年6月7日、グループ卒業を発表。14日、渋谷duo MUSICEXCHANGEで「アキシブproject単独公演＆石川夏海生誕LIVE」を開催。7月27日、赤坂BLITZ公演を最後にグループ卒業。「空を見上げたら一緒の空の下にいるって思って、みんなも空を見て元気を出してください!」とコメントを残した。
明確な引退表明はないものの、ヤングアニマルでの連載は特別賞受賞の河井玲奈に引き継ぎ、2017年10月までにブログ、ツイッターを削除。後にこの時期アパレル店で販売員として勤務していたことを明かしており、店舗で偶然元アキシブprojectだった大谷映美里（現=LOVE）と再会したことから「ラストアイドル」オーディション応募に至った。
12月10日、テレビ朝日「ラストアイドル」に出演。暫定メンバーだった安田愛里に挑み敗れるも、最後のセカンドユニット「Love Cocchi」に加入した。メンバー5人の中では元ヘアメイクの西村歩乃果に次いで年長であり、2019年にはグループのグラビア担当として西村とLove Cocchiお姉さんコンビと命名されている。
2019年7月28日をもってラストアイドルファミリーを卒業。
2020年9月14日からYouTuberとしての活動を開始。動画では、洋服や購入品の紹介を通して「ひと癖あって可愛くて周りと差がつけられる"シンプル垢抜けファッション"」を発信している。2023年には自身のユニセックスブランド「Ro'in［ロワン］」を立ち上げた。インフルエンサーとしてはすべてひらがなの、いしかわなつみとして活動。

## 人物
趣味は人間観察、アニメ鑑賞。特技はバスケ、ものまね。バスケットボールは小学校低学年から親しみ、中学では強豪校に入部。関東大会優勝の経験を持つ（レギュラーメンバーでポジションはガード）。50m走は7秒台で、ラストアイドル俊足女王に輝いたことがある。
アキシブ時代のニックネーム「あぶちゃん」の由来は、「危ない子」「危なすぎるキャラクター」だから。「あぶ」は自己表現ワードとして活用しており、千葉県某所の“あぶワールド”を出身地、“あっぶあぶにすること”を必殺技と自称しており、ブログ名も「あっぶあっぶにしてやんよ」であった。
水着グラビアを「Hな写真」と呼んでいる。足が長く、下着が臀部に食い込むことを「おまたを掻いてしまう」と表現し話題となる。

## 出演

### テレビ
- おやすみアイドル ♯18（2015年1月27日、KawaiianTV）
- 全力坂（2015年12月23日、テレビ朝日）[19]
- ラストアイドル（2017年12月10日、テレビ朝日）[20]
- 芸能人が本気で考えた!ドッキリGP（2019年1月26日、フジテレビ）- 相澤瑠香、安田愛里と共に出演

### ウェブテレビ
- フジモンが芸能界から干される前にやりたい10のこと（2018年2月28日 、AbemaTV） - 週替わり女性アシスタント
- UDAGAWA BASEオープン特番（2019年4月17日、AbemaTV）[21]

### 舞台
- アリスインプロジェクト「新・戦国降臨ガール[22]」（2015年10月21日 – 25日、新宿・全労済ホール・スペース・ゼロ） - 毛利加羅 役

### イベント
- IDOL AND READ 010発売記念 石川夏海トークショー（2017年4月11日、書泉ブックタワー）[23]

### その他
- 女子ペリア!（2016年7月29日、ASCII.jp）[24]

## 書籍

### 雑誌
- Samurai ELO（2017年、三栄書房）※2017年6月号[25]
- ヤングアニマル（白泉社）
  - （2016年11月11日） ※2016年22号表紙
  - （2017年） ※2017年9号 - 14号「グラ姫 a go go」
- プレイボーイ（集英社）
  - （2019年4月29日） ※2019年17号 西村歩乃果とコラボグラビア
- FLASH（光文社）
  - （2019年7月16日） ※1521号 西村歩乃果とコラボグラビア